# Prix d'histoire littéraire
Le prix d'histoire littéraire est un ancien prix de l'Académie française destiné à récompenser l'auteur d'un ouvrage historique. Ce prix n'a été décerné qu'en 1942.

## Lauréats 1942
- Jean Calvet pour l'ensemble de son œuvre
- Henri Mondor pour Vie de Mallarmé